# Marcel Guillemard
Pour les articles homonymes, voir Guillemard.
Marcel Joseph Henri Guillemard est un artiste décorateur et designer français, né le 2 septembre 1886 à Paris et mort le 19 décembre 1932 à Avon. Il s'affirme comme le premier dessinateur emblématique et ensemblier de l'atelier Primavera des Grands magasins du Printemps. Il revendique le confort de l'individu comme un luxe qui doit préexister dans toutes les habitations. Son intérêt pour la production en série du mobilier introduit dans les foyers des œuvres dites modernes. Son inspiration s'appuie sur les découvertes du cubisme, qu'il exercera sans excès et avec un rare sens de la mesure. Marcel Guillemard doté d'un esprit de moine soldat fut très impliqué dans les ambitions de l'atelier Primavera, dont il partageait la cause unique. Il recrute Louis Sognot dont l'inspiration réciproque sera souvent une source de confusion dans l'identification de certaines de leurs créations. Son décès prématuré, le 19 décembre 1932, le prive d'un destin, aux portes de l'Union des artistes modernes.

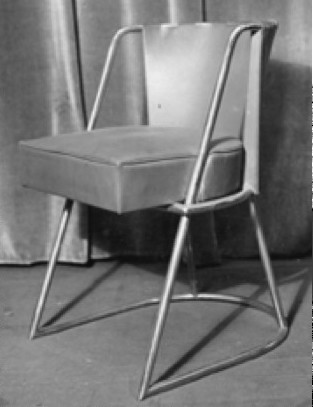
Marcel Guillemard, Chaise en tubulaire en acier nickelé, 1929

## Biographie

### Jeunesse
Marcel Guillemard se trouve dans une situation précaire lorsque son père, Étienne, disparait brutalement à l'âge de 31 ans. Emma, sa mère, décrite comme une femme de caractère, n'entend pas rester seule et se remarie le 15 mars 1890 avec le frère d'Étienne, Simon Guillemard. Dès 1905, la famille recomposée s'installe chez Simon, au 12 rue des Hospitaliers Saint-Gervais à Paris, retrouvant enfin une nouvelle sérénité. Une photographie de classe montre le jeune Marcel, âgé d'une dizaine d'années, à l'institution Cailleux située à quelques encablures de son domicile, au 37 rue des Blancs-Manteaux à Paris.

### Formation

#### A l'école Germain Pilon
Marcel Guillemard a 15 ans lorsqu'il intègre l'école Germain Pilon, une école d'arts appliqués de garçons, associée à l'école Bernard Palissy, rue Dupetit-Thouars à Paris. Il est fait le constat que les ateliers manquent d'artistes et d'artisans et que la menace de la concurrence étrangère est grandissante. Cette formation apporte à l'artisan des fondements théoriques portant sur l'histoire de l'art, le dessin et la perspective. Ce nouveau cycle d'enseignement forme Marcel au métier de dessinateur d'ameublement et lui ouvre les portes des ateliers-bureaux des grandes firmes parisiennes.

#### Dans les ateliers-bureaux des grandes firmes parisiennes
Marcel Guillemard, formé au dessin et aux projets d'architecture intérieure, participe aux projets de réalisation de mobilier des palais, des grands hôtels et aussi des paquebots. Il forge un temps son trait dans la maison Jansen, avant d'obtenir un emploi véritablement pérenne dans la maison Krieger(importante maison qui étudiait et exécutait les aménagements du paquebot Timgad). Durant ces années, il noue des relations amicales durables avec la nouvelle génération de dessinateurs, et notamment avec Louis Sognot qui, débutant chez Boisselier, viendra le rejoindre chez Krieger. La proximité de Marcel Guillemard avec Louis Sognot est vérifiée par les liens qui sont nés lors de leurs premiers emplois respectifs et attestée par les archives photographiques familiales qui relatent les vacances, notamment à Saint-Flour en 1928, partagées par les deux familles.

#### Dessinateur en chef dans l'atelier Primavera des Grands Magasins du Printemps
Le 30 octobre 1917, Marcel Guillemard est contacté par René Guilleré, directeur de l'atelier Primavera des grands magasins du Printemps, en vue d'occuper l'un des premiers postes de dessinateur. Sur le fond d'une concurrence très dynamique entre les magasins du Printemps et ses autres concurrents (les Galeries Lafayette, Pomone, Le Bon Marché), Pierre Laguionie, le directeur des grands magasins du Printemps, recherchait activement des artistes-dessinateurs capables de s'affranchir de ce manque d'inspiration, tournée vers le passé, qui faisait défaut à la création mobilière. Durant les deux premières années qui suivirent le retour à la paix, la production de mobilier de l'Atelier Primavera fut présentée sous l'égide de la directrice de l'atelier Primavera, Charlotte Chauchet-Guilleré. Les enjeux économiques de l'Après-guerre consistait à « aider à réparer les désastres de la guerre, en établissant des modèles de meubles simples, pour aider à la restauration des régions dévastées » et non pas uniquement destinés à une clientèle élitiste.

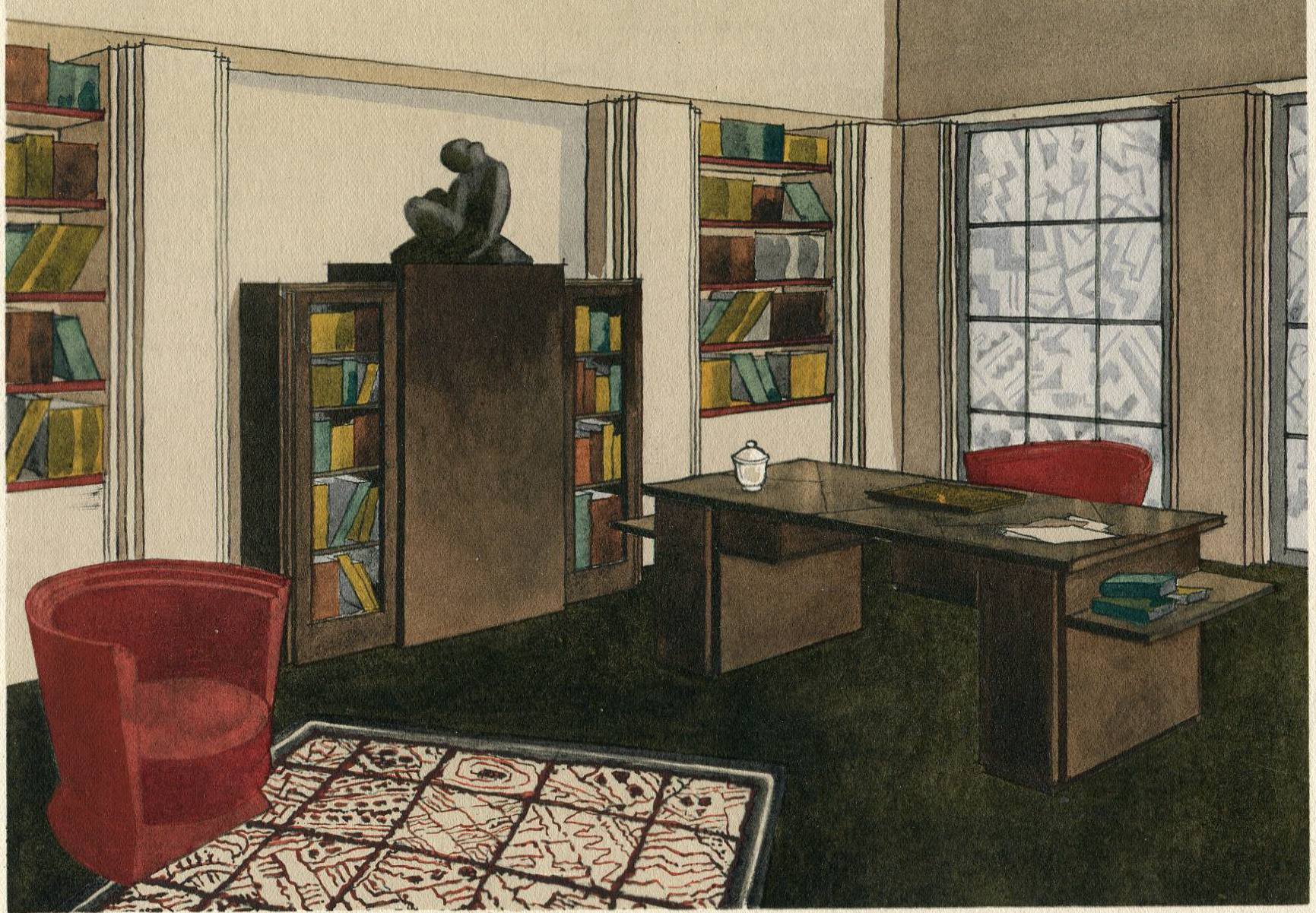
Marcel Guillemard, Bureau-bibliothèque, projet, dessin à la gouache, SAD de 1924

L'atelier Primavera s'avéra être un véritable laboratoire au sein de l'Art décoratif moderne, et constitua une véritable entité créatrice à l'intérieur du magasin du Printemps. L'année 1920 marqua le début de la reconnaissance du travail de Marcel Guillemard. En effet, l'anonymat qui pesait sur les dessinateurs-collaborateurs et les coulisses de la création est levé. En 1922, le Salon d'Automne présenta deux créations qui furent saluées par les critiques comme les œuvres les plus accomplies, Le cabinet de travail, presque Américain, massif et pourtant raffiné et La chambre de jeune homme, qui est un espace aménagé avec une grande clarté, et qui pose les nouveaux principes qui constitueront le corpus d'inspiration de Marcel Guillemard. Il est cité parmi les artistes de premier plan, à l'image de Djo Bourgeois, Étienne Kholmann, René Herbst et André Frechet, directeur de l'École Boulle. Dès le salon des Artistes décorateurs de 1923, Marcel Guillemard s'engage vers une recherche de simplification des formes. Il compose au salon des Artistes décorateurs un mobilier agréable et fort ingénieux Cabinet en acajou et marqueterie». C'est une manière de retraiter une inspiration de style Empire, tout en conservant la monumentalité des volumes et l'essence du bois d'acajou. Marcel Guillemard s'affirme à la fois comme dessinateur et maître d'œuvre à la tête de l'atelier qu'il dirige. Il se place du côté des « ordonnateurs d'ensembles mobiliers » qui travaillent sur l'espace, limités à de petites surfaces qui sont cloisonnées et permettent d'individualiser les scénographies, et de l'autre, « les artistes » qui souhaitent valoriser et individualiser leurs créations.

#### Le pavillon Primavera à l'Exposition internationale des Arts décoratifs et industriels modernes de 1925[14]
La carrière de Marcel Guillemard est lancée et il n'aura de cesse de présenter de nouvelles créations aux grands Salons annuels et d'étendre ses responsabilités au nom des principes de l'atelier Primavera. La consécration officielle de sa carrière est sans conteste l'obtention en 1925, lors de l'exposition internationale des Arts décoratifs et industriels modernes, du diplôme de grand prix : classe 7- ensemble de mobilier. L'atelier Primavera présenta une salle à manger réalisée par Marcel Guillemard que certains qualifièrent de « (à) décoration pompéienne » mais qui en revanche « se maintient dans une note gaie assez rare dans les ensembles modernes». Il exécute, par ailleurs, un beau cabinet de travail renfermant des meubles pratiques et des fauteuils confortables.
Lors du salon des artistes décorateurs de 1926, Marcel Guillemard présenta trois ensembles qui s'inscrivent dans la recherche d'objectifs de rationalisation de l'espace, sans jamais s'éloigner d'une recherche d'élégance et de raffinement dans le décor. Au salon d'Automne de 1927, Marcel Guillemard réalisa dans « le hall », une démonstration de la maîtrise de son style, en réunissant les principes qui orchestraient son inspiration. Le public et les critiques ne s'y trompèrent pas et accueillirent cet aménagement avec un vif succès : « Guillemard (atelier Primavera) a réalisé un hall d'une grande beauté ».
Les petites foires des Arts décoratifs Modernes (1 ère et 4e ).
L'intense activité créatrice de Marcel Guillemard ne se limite pas aux créations de mobilier et d'ensembles mobiliers, mais aussi à une activité de décorateur qui trouve des applications dans les grandes manifestations commerciales que sont les petites foires des Arts décoratifs modernes. L'ordonnancement et l'aménagement de ces expositions, le renouvellement de l'aspect des vitrines et des étalages du Printemps. Le succès de ces remarquables expositions organisé par les grands magasins du Printemps, étaient très attendus, et ressemblait encore chaque année, les critiques d'art et une foule de visiteurs. Guillemard était l'architecte de ces ensembles importants qui devaient être préparés, montés, organisés en quelques jours, nous révèlent une formidable énergie qui est constituée de fantaisie et de rêves, dont il est difficile de reconstituer la véritable histoire : « Je puis croire que c'est vraiment à son impulsion que nous avons dû le succès de ces remarquables expositions». L'atelier de création du mobilier Primavera est à ce moment dirigé par deux personnes : chez les dames, M. Sougez, et chez les hommes, Marcel Guillemard en tant que chef d'atelier qui coordonne l'action des dessinateurs : L. Sognot, J.Louis, H. Boulenger, J.Brieu, H. Boudier, Espérance, R. Favreau, A. Mozer, P. Pinsard, A. Rigoulot, P. Siegrist.

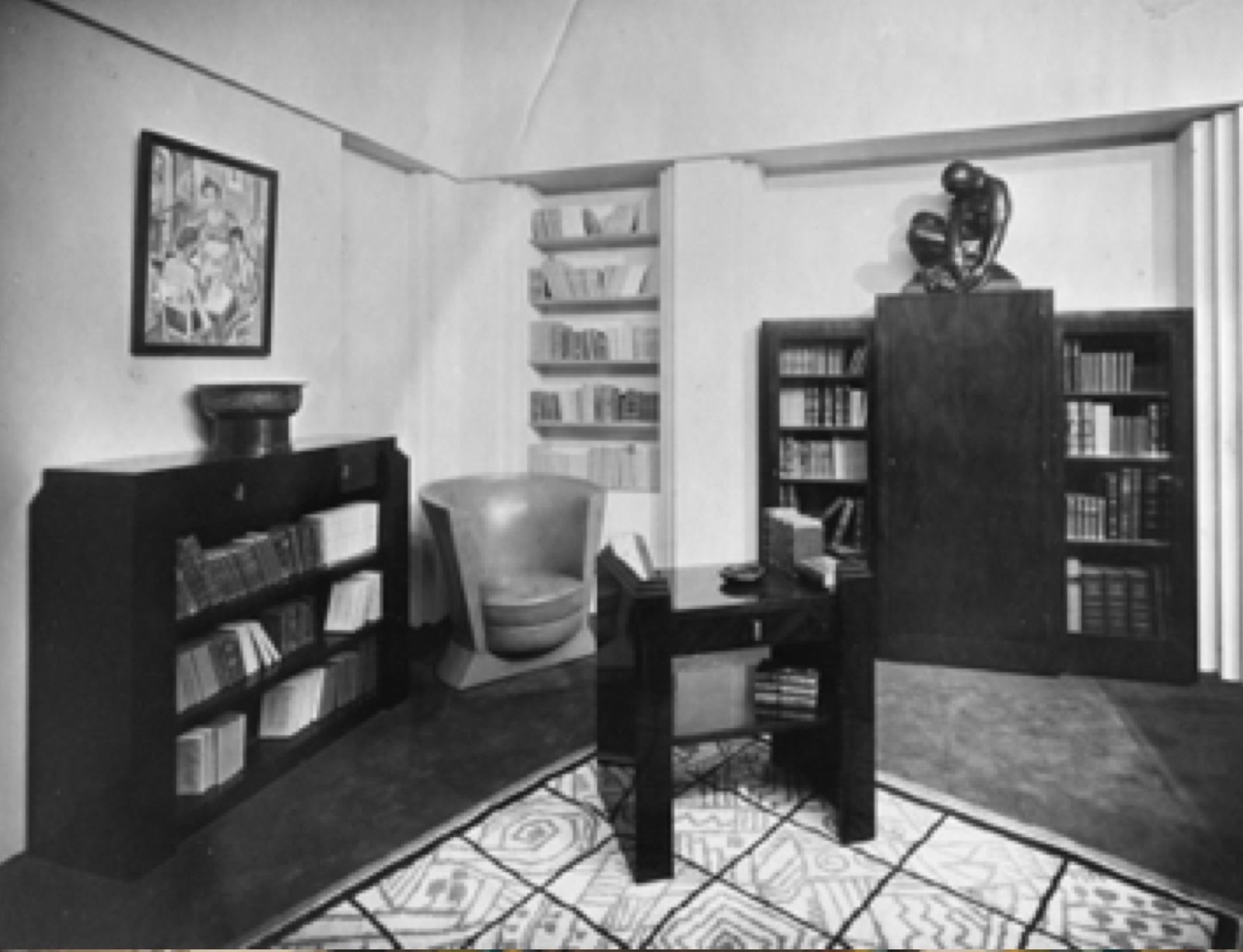
Le studio, Salon des Artistes décorateurs de 1924, une salle à manger et un cabinet de travail
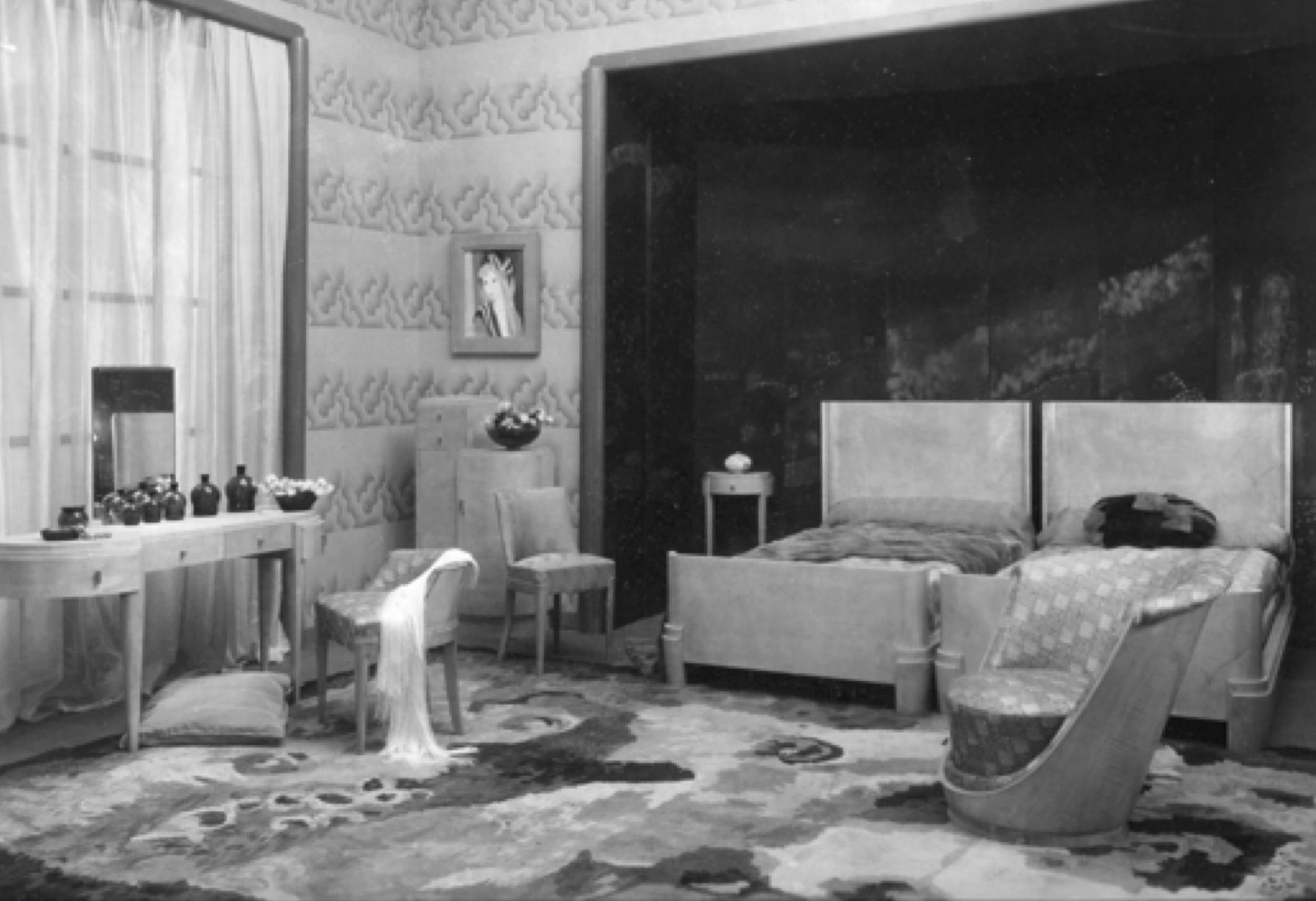
Chambre à coucher, sycomore, Salon des Artistes décorateurs de 1927.
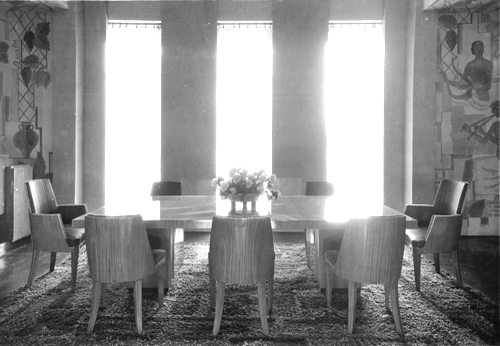
Salle à manger. La Maison de l’Artiste, le pavillon Primavera, à l' Exposition internationale des Arts décoratifs et industriels modernes de 1925.

## Vers la modernité

### Le mobilier métallique comme manifeste de la modernité

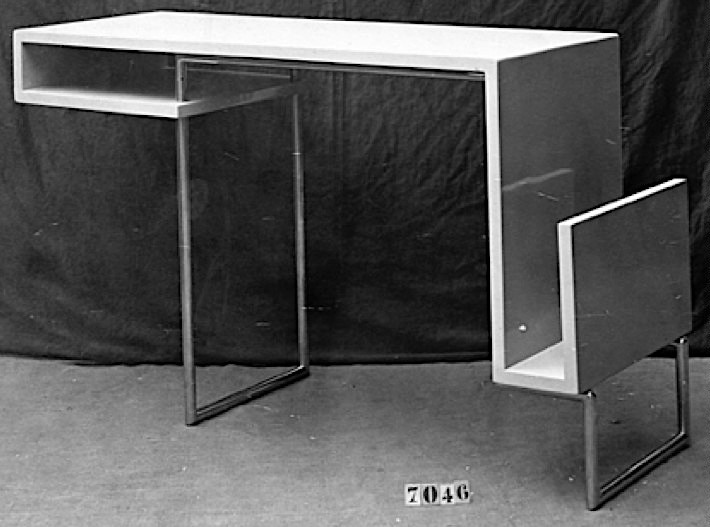
Bureau en bois laqué, 1927, piètement tubulaire

Marcel Guillemard propose au printemps de 1927, un bureau de dame et son fauteuil, en tubes creux, reposant sur un faisceau de lames nickelées, formées de tranchants de métal disposés en croix, d'un dessin net et franc et « d'un aspect d'ailleurs un peu menaçant ». Face aux artistes, Étienne Kholmann, René Herbst et Louis Sognot qui proposèrent un mobilier en métal tout à fait original, Marcel Guillemard présente un schéma qui rompt ainsi avec le dessin tubulaire, son bureau reposant sur un piètement en lames d'acier, et s'intégrant parfaitement dans la structure laquée supérieure. Au contraire, Louis Sognot présente un siège reposant sur ce type de structure tubulaire et fait reposer son bureau sur deux caissons de tiroirs. Marcel Guillemard réalise son projet dans une subtile synthèse entre les deux styles. Cette recherche sur le développement du mobilier métallique correspondait à un vrai questionnement sur lequel il s'était positionné lors de ses conférences sur l'aménagement intérieur, « Le meuble moulé, le meuble en métal qui font l'objet de tant de recherches en ce moment seront sans doute, les meubles de l'avenir. Mais ces recherches ne seront encore qu'à l'état de travaux de laboratoire et dépassent le cadre de ce cours». La recherche de modernité ne constituait pas l'unique vecteur du retour au métal, mais un problème éminemment pratique qui avait été évoqué et posé : la fragilité des placages du mobilier dans les espaces chauffés et plus particulièrement la question de l'exportation de ceux-ci.

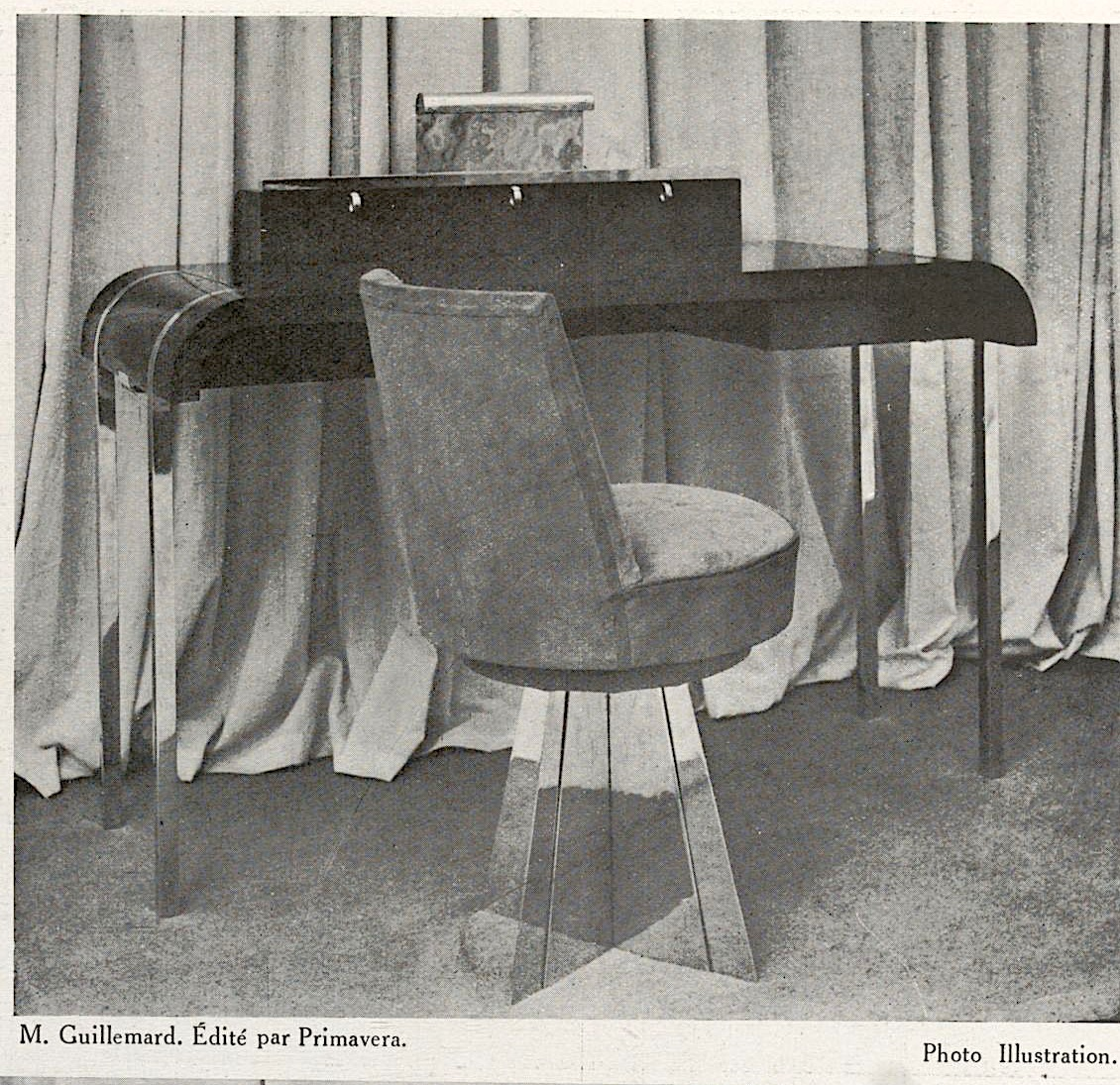
Bureau et siège, concours pour un bureau de dame, 1928.

Les sièges conçus pour le salon de thé que Louis Sognot présente au Salon de la société des Artistes Décorateurs, rejoignent pour certains critiques, le travail de "protestation" proposé par Charlotte Perriand et Edouard Jeanneret au Salon d'Automne de 1929, un mobilier métallique accueilli « comme un manifeste, une proclamation et comme une déclaration de guerre » à l'idéal matelassé et capitonné d'un salon bourgeois.
C'est à cette date que son épouse Germaine constate que l'activité débordante de l'artiste a affecté sa santé déjà fragile, qui commence nettement à se détériorer. Marcel Guillemard partira en convalescence, pendant près d'une année dans la maison de famille à Varennes-sur-Seine. Ce retrait de la vie professionnelle explique son absence aux salons et expositions de 1926. Requinqué, Marcel reprendra la direction de l'atelier, les projets se succéderont à nouveau pour les grands salons annuels, puis les petites foires décoratives. Mais dès juillet 1932, le journal de Germaine nous alerte : « Marcel ne va pas bien […] ». Il mourra le 19 décembre 1932.

### L'Architecture adaptée aux mœurs modernes
Conférences à l'école Boulle :

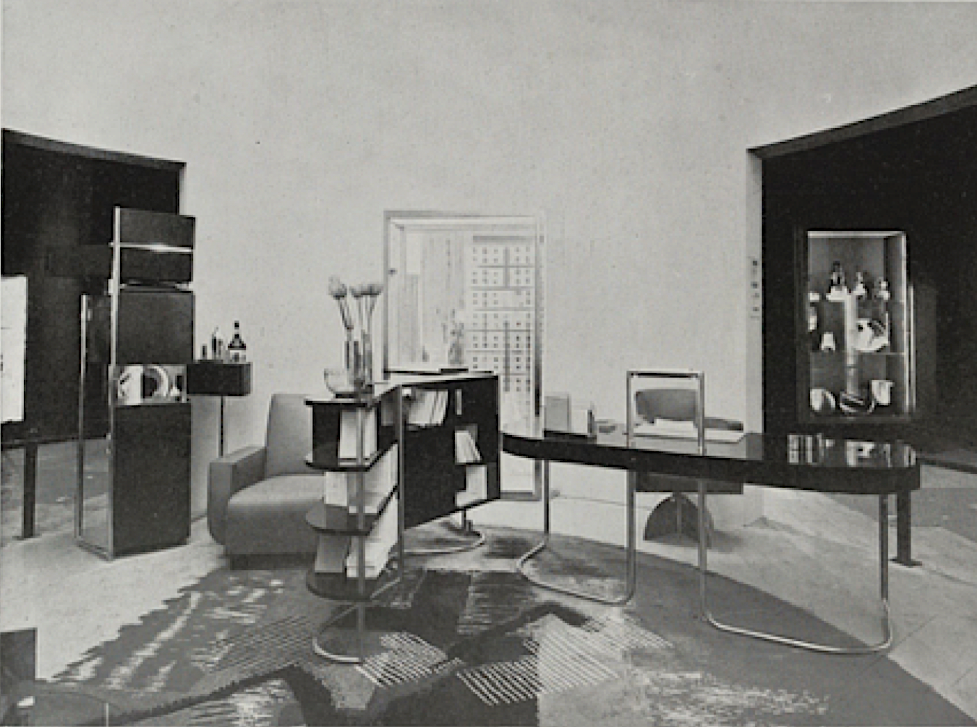
Hall, Mobilier et décoration, 1930.

Marcel Guillemard a rassemblé ses écrits et ses notes dans des textes destinés aux conférences données à l'école Boulle, à l'attention de classes regroupant à la fois des élèves du parcours traditionnel de l'école et des dessinateurs issus du monde professionnel, «Cours supérieur d'architecture et de décoration intérieure.»
Le cours comprend les noms des professeurs suivants : Sauvage, Montagnac, Guillemard, Djo Bourgeois, Maurice Dufrène, Patou, Henri Favier, J. Ruhlmann. Professeur répétiteur : Louis Sognot. Directeur des Cours : A. Fréchet, directeur de l'École Boulle.[…]»
Marcel Guillemard propose une conception de la modernité qui s'adresse directement aux nouvelles classes moyennes. Il propose de réunir en un seul lieu, les pièces multiples de ces grands appartements bourgeois qui avaient disparu. Il revendique que le siège soit confortable, il domestique la table de salle à manger afin qu'elle s’efface dès la fin du repas, laissant place à l'espace de jeux des enfants.
La première conférence traite de « l'architecture intérieure » de la nouvelle manière dont le décorateur doit penser l'ameublement, en raison de la réduction des surfaces d'habitation. Cette nouvelle réalité centralise la vie autour de pièces majeures qui englobent des types de pièces, dites secondaires, idée selon laquelle le décorateur doit raisonner, en partant du général pour aller au particulier. Il recommande de manière expresse de s'intéresser au plan d'ameublement. Il applique en effet à des surfaces moyennes, les principes de décoration déjà déclinés lors des grandes démonstrations passées. La diminution des surfaces ne nuit pas à l'application de ses nouveaux principes dès lors que la gestion de l'espace est bien maîtrisée. Il tenta d'aménager des espaces épurés du superflu, décrochant les tableaux et déplaçant les bibelots, pour installer un mobilier domestiqué par l'homme, dévoué à son service et à portée de main. Quant à la question des matériaux, Marcel Guillemard opte pour une recherche orientée vers une certaine simplicité, avec un dessin où les lignes et les surfaces lisses allègent le volume. Chaque pièce de l'appartement est analysée selon la destination de chaque meuble qui doit correspondre à un rôle dédié et doit suggérer des solutions d'aménagement.
Paul Sentenac avait évoqué la manière dont Primavera abordait les relations entre la personne et le meuble. Il voyait dans cette attitude l'idée qu'« il faut approprier le meuble à la personne, après l'avoir adapté aux besoins et aux mœurs modernes », identifier et résoudre les contraintes de la vie quotidienne qui peuvent adoucir le quotidien de l'homme. Ces objectifs de rationalisation de l'espace ne devaient pas s'éloigner d'une recherche d'élégance et de raffinement dans le décor. 

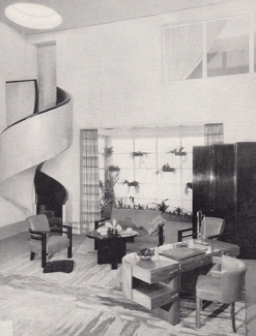
Le Hall, Salon des Artistes décorateurs, 1927.

La question de la production en série avait été posée dès le retour à la paix en 1919 et, dans ce sens, Marcel Guillemard préconise de réfléchir sur le dessin d'un meuble conçu avec une certaine simplicité afin de proposer une mise en production qui dégage un prix d'achat accessible. Dès le catalogue Automne de 1929, la clientèle, qui est peu préparée aux nouveaux types de création, découvre avec surprise : le mobilier moderniste. Le fauteuil de « salon de thé » emblématique de Marcel Guillemard, en métal tubulaire nickelé, est affiché au prix de 400 Francs, ce qui contredit les critiques qui réservaient ce type de mobilier à une clientèle bourgeoise. Les objets, présentés dans les catalogues commerciaux du Printemps entre les années 1922 et 1932, se proposèrent sous le curieux titre de « Primavera antiquités ». Marcel Guillemard préconise une série de 20 ou 25 modèles pour un meuble ayant quelque valeur artistique. La démarche de l'atelier Primavera souhaitait apparaitre comme un laboratoire qui concevait de meilleures conditions esthétiques pour notre existence, en portant la modernité au goût et aux moyens de chacun dans un mouvement de « […] vulgarisation artistique ».
La question du traitement de la lumière dans un espace intérieur semble être un sujet qui ait été étudié de manière assez scientifique par Marcel Guillemard qui recommande un « […] maximum de lumière » pour « donner un maximum de gaité». La lumière fait vibrer les appartements, en jouant sur les matières, sur les placages de bois clair et les murs d'une blancheur monastique. Son travail s'appliqua à créer des systèmes, faisant interagir tous les éléments constitutifs du décor : les meubles, les papiers peints, les luminaires, les tapis, en vue de former une unité. Marcel Guillemard oriente son travail dans le sens de la modernité vers une recherche dirigée vers le confort et l'hygiène. Depuis près d'une décennie, la tendance générale se dessine vers un allégement du décor. 

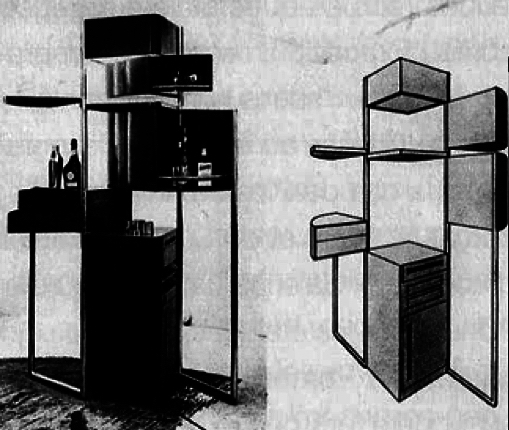
Bar, métal sur structure tubulaire, géométrie variable, 1930, (modèle repris par Louis Sognot).

## Portrait
Marcel Guillemard arborait en toute occasion un sourire discret, proche de la timidité. Les quelques témoignages familiaux convergent vers cette idée, tout comme l'hommage appuyé de ses collègues décrivant un homme fort avec « […]son amabilité souriante et sa parfaite courtoisie ». Marcel Guillemard fut un homme simple : un trait de caractère qui est probablement une vertu négative dès lors que l'on embrasse une carrière d'artiste. Le silence qui a régné sur son travail et sur celui de certains de ses collaborateurs fut conforté dans cette effervescence créatrice de l'Entre-deux-guerres. Sa disparition en 1932 l'a probablement privé d'une postérité, alors qu'il s'apprêtait à participer à la grande aventure de l'Union des artistes modernes.

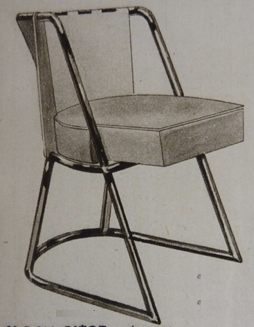
Fauteuil tubulaire 1929, affiché au prix de : 400 francs.
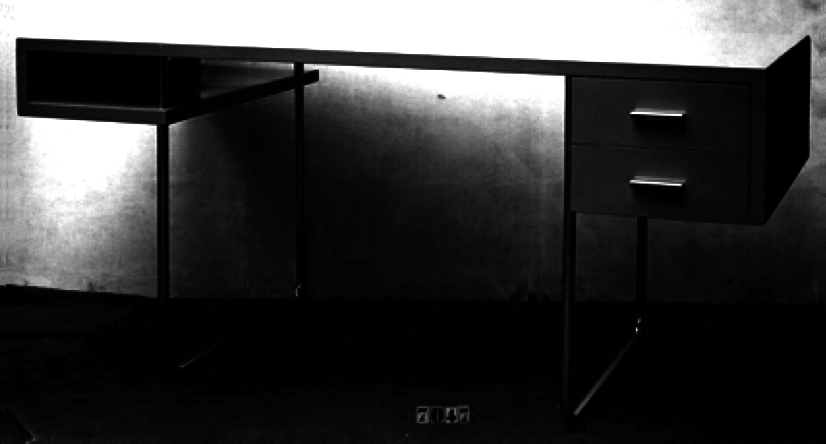
Bureau en bois de placage, piètement tubulaire, vers 1930.
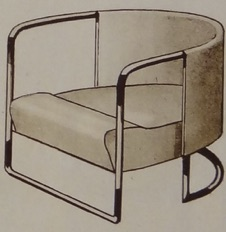
Guillemard Marcel, Large fauteuil tubulaire 1929,

## Salons et expositions
- 1920, Le onzième Salon des Artistes décorateurs[33].
- 1921, Salon des Artistes Français, dans la section Arts appliqués, Marcel Guillemard présenta à cette occasion « Une salle à manger ».
- 1922, Le Salon des Artistes décorateurs de 1922, « une salle à manger en palissandre, marqueterie en érable moucheté et sycomore teinté ».
- 1922, le Salon d'Automne présenta deux créations : « un cabinet de travail »  et « une chambre ».
- 1922, Première exposition de la décoration Française Contemporaine, Marcel Guillemard présenta une « chambre de jeune fille » .
- 1922, Exposition de la société des Artistes indépendants « une salle à manger rustique »  sous le no 1647 bis.
- 1922, salon d'Automne « La chambre de jeune homme ».
- 1923, Le Salon d'Automne marque probablement le début d'une certaine maturité pour Marcel Guillemard, qui met en place une typologie de son style avec « la salle à manger en merisier ».
- 1923, salon des Artistes décorateurs, Marcel Guillemard s'engage dans une recherche tournée vers une simplification des formes « Cabinet en acajou et marqueterie ».
- 1924, Salon d'Automne , la réalisation de l'atelier Primavera, « une piscine sur la côte d'azur » , ensemble architectural imposant, réalisé sous la direction d'Alfred Levard et Emile-Jacques Ruhlmann, Marcel Guillemard présente « une salle à coiffer ».
- 1924, Salon des Artistes décorateurs, le studio de M. Marcel Guillemard et la salle à manger
- 1925, Exposition internationale des Arts décoratifs et industriels modernes, La Maison de l'Artiste, pavillon Primavera : salle à manger et un cabinet de travail
- 1926, Salon des artistes décorateurs : un petit bureau, dans le fumoir, une salle à manger.
- 1926, salon d'Automne de 1926, le « Salon-Bureau ».
- 1927, Salon des Artistes décorateurs , La « chambre à coucher ».
- 1927, Salon d'Automne de 1927, « le hall ».
- 1927, Le concours : un bureau de dame et son siège : L'Union centrale des Arts décoratifs avait institué, au printemps de 1927, un concours pour l'exécution d'un bureau de dame et son siège.
- 1928, exposition d'architecture Française à New-York, où Marcel Guillemard présenta des meubles, fut très bien reçue.
- 1928, l'atelier Primavera porta les ensembles de Guillemard à Tokyo, dans le cadre du Salon des Artistes décorateurs.
- 1929, Salon de la société des Artistes Décorateurs, sièges conçus pour le salon de thé que Louis Sognot présenta au salon de 1929.
- 1929, Le Salon de la société des Artistes Décorateurs, le Hall.
- 1933, Le Salon des Artistes Décorateurs : Rétrospective Marcel Guillemard.